# Georg Korner
Georg Korner, eigentlich Matthias Körner (* 1954 in Plauen), ist ein deutscher Bildhauer. Seine bisher bedeutendste Aufgabe war die Leitung der Bildhauerarbeiten beim Wiederaufbau des Berliner Schlosses.

## Leben
Seine Kindheit verbrachte Matthias Körner in Dresden und Berlin, seine Eltern waren Schauspieler. In der Hausbibliothek standen unter anderem Bildbände über die Künstler Auguste Rodin, Georges Braque, Giovanni Giacometti, Pablo Picasso oder Francisco Goya. Häufig blätterte der Junge in diesen Werken, er zeichnete auch einige Bilder frühzeitig nach.
Nach dem Abitur im Jahr 1973 bewarb sich Körner um ein Studium der Malerei an der Kunsthochschule Berlin-Weißensee. Obwohl er eine aussichtsreiche Position bei den Bewerbungen erreicht hatte, entschied die Auswahlkommission gegen ihn. Seine Bewerbungsarbeiten „zeigen zu wenig sozialistischen Realismus“ hieß es. So begann er eine Lehre zum Steinmetzen und Bildhauer, die er 1983 abschloss.
Bereits 1977 war Körner in einer staatlichen Bildhauerwerkstatt in Berlin angestellt. Sein Hauptarbeitsfeld war die Restauration von Werken des Barock und des Klassizismus. In diesem Zusammenhang konnte Matthias Körner bei der Sanierung bzw. Rekonstruktion des Gendarmenmarkts, insbesondere des Schauspielhauses und der beiden Turmbauten, dem Deutschen und dem Französischen Dom, mitwirken.
Zwischen 1987 und 1993 war er Regisseur und Bühnenbildner für das freie Theaterprojekt Lautlinie.
Körner hatte sich bereits umfassend mit dem Thema Barock, insbesondere mit den Arbeiten Luigi Berninis und dessen Söhnen in Italien befasst und entsprechende Studienreisen unternommen. Mit der Leitung der Bildhauerwerkstatt (die sich in Berlin-Weißensee befindet) für die Schloss-Rekonstruktion in Berlin, die er von 2003 bis 2015 innehatte, musste sich Körner auch mit der Bildhauerkunst der griechischen Antike beschäftigen. Er entwickelte Prototypen des Skulpturen- und Ornamentprogramms sämtlicher Architekturachsen und des Schlüterhofs, unter anderem gelang ihm als erstes eine neue Urform der nach dem Abriss des Schlosses 1950 verschollenen monumentalen Figur Borussia. Für die Bildhauerarbeiten der drei im historischen Stil wiedererstehenden Fassaden sind 80 Millionen Euro veranschlagt. Alle Modelle entstanden in Korners Werkstatt, in der zeitweilig bis zu 80 Mitarbeiter tätig sind.
Weil ein Kollege, mit dem er längere Zeit zusammengearbeitet hatte, auch Matthias Körner hieß, änderte er nach Beendigung des Auftrags seinen Namen.
Während seiner Projektarbeit für das Berliner Schloss arbeitete Körner in den Jahren 2012/2013 mit dem Fotografen Michel Comte für dessen Film The Girl From Nagasaki zusammen.

## Werk (Auswahl)
Nachdem die Bundesregierung den Wiederaufbau des Hohenzollern-Schlosses in Berlins Mitte beschlossen hatte, gründete sich ein Schlossbau-Förderverein. Dieser besorgt die Aufteilung aller notwendigen Arbeiten und vergibt entsprechende Aufträge. Unter anderem wurde ein Bildhauerteam gebildet, das sich speziell um die Details der Schlüterschen Originalfassade kümmerte. Zum Leiter dieses Teams wurde Körner berufen. In seiner Werkstatt formte er nach gründlichem Studium der vorhandenen Bauunterlagen Gipsskulpturen und Tonmodelle der Ornamente, Köpfe, Engel und Figuren. Nach diesen Modellen entstanden dann die einzelnen Fassadenelemente aus Sandstein.
Parallel mit diesem Staatsauftrag wandte sich Korner ab dem Jahr 2014 persönlich dem Thema „Flucht und Vertreibung“ zu. In jahrelanger Arbeit formte er in seinem Atelier in Berlin-Wedding mehrere Tausend Einzelfiguren, aufrecht und im leichten Schritt, jede mit individuellen Merkmalen. Er stellt die weiblichen und männlichen Figuren, die jeweils um 25 Zentimeter groß sind, in Themengruppen („Themeninseln“) auf einer Gesamtfläche eng zusammen. Die Gruppen stellen Heilige und mythologische Figuren wie Sirenen im Habitus der griechischen Antike, Popstars und Comic-Helden, Krieger aus dem Ersten Weltkrieg, aber auch Figuren aus der Zeit der spanischen Inquisition oder dem Kulturkreis des mexikanischen Totenkults Dia de Muertos dar. Das Gesamtwerk trägt den Arbeitstitel Transit und erinnert beim ersten Anblick etwas an die Tonarmee, die im Jahr 1974 in China gefunden wurde.
 
2018 wurde das fertige Werk erstmals im Rahmen der Berlin Art Week auf dem Tempelhofer Flughafen ausgestellt.